# 庆祝中国共产党成立100周年大会
庆祝中国共产党成立100周年大会是2021年7月1日以中国共产党中央委员会名义，在北京天安门广场举行的庆祝中国共产党成立100周年的大型聚會。此次大会是中国自习近平2012年上任中国共产党中央委员会总书记以来在天安门广场举办的第三次大型庆祝活动。

## 筹备
2021年3月23日，中国共产党中央委员会举行新闻发布会，宣布举行庆祝中国共产党成立100周年大会，中共中央总书记习近平将在大会上发表讲话。
2021年5月25日起至7月1日凌晨，天安门广场及周边区域进行庆祝大会广场要素搭建施工，相关区域采取封闭式管理。
2021年6月5日起至7月初，北京、天津、河北、贵州、吉林、青海等多地禁飞无人机、风筝、气球等影响飞行安全的物体。
2021年6月12日下午至13日凌晨，北京天安门地区及长安街沿线举行建党100周年庆祝大会核心要素首场演练，期間北京市对天安门地区及相关道路采取交通管制措施。
2021年6月21日起，根据国家邮政局、公安部、国家安全部的要求，进出北京市的快递和包裹实施“二次安检”。
2021年6月23日0时起，天安门广场暂停向公众开放，直至7月2日上午恢复开放庆祝景观。
2021年6月26日20时至27日凌晨，北京天安门地区举行大会的第二场综合演练，共计3.3万人参加，包括暖场、庆祝大会、集结疏散、应急处置等4项演练内容。
2021年7月1日，大会向参会人员提供服务包，装有防疫、防晒、防雨、防暑等物品。

## 过程

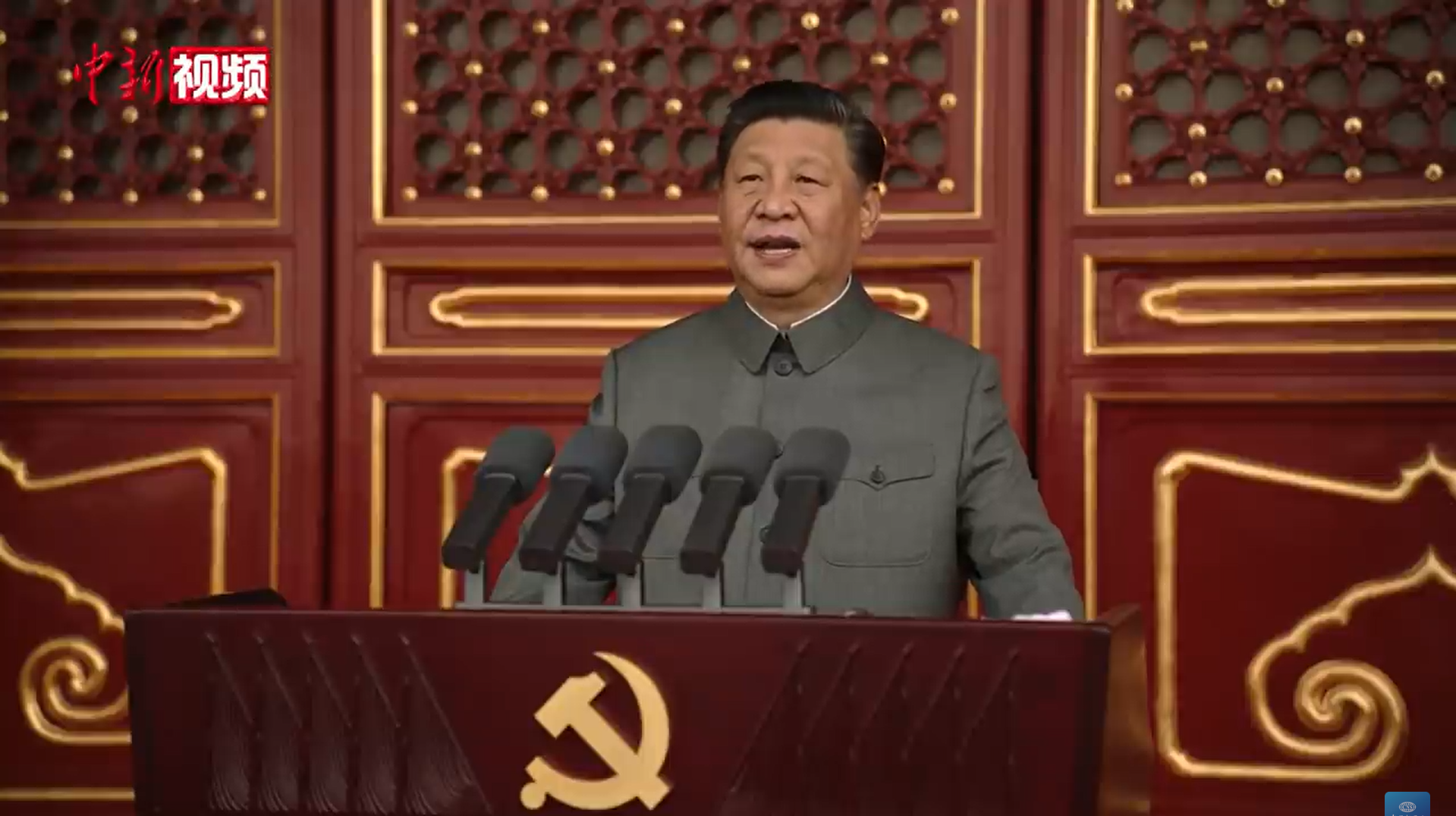
时任中共中央总书记习近平在大会上发表重要讲话

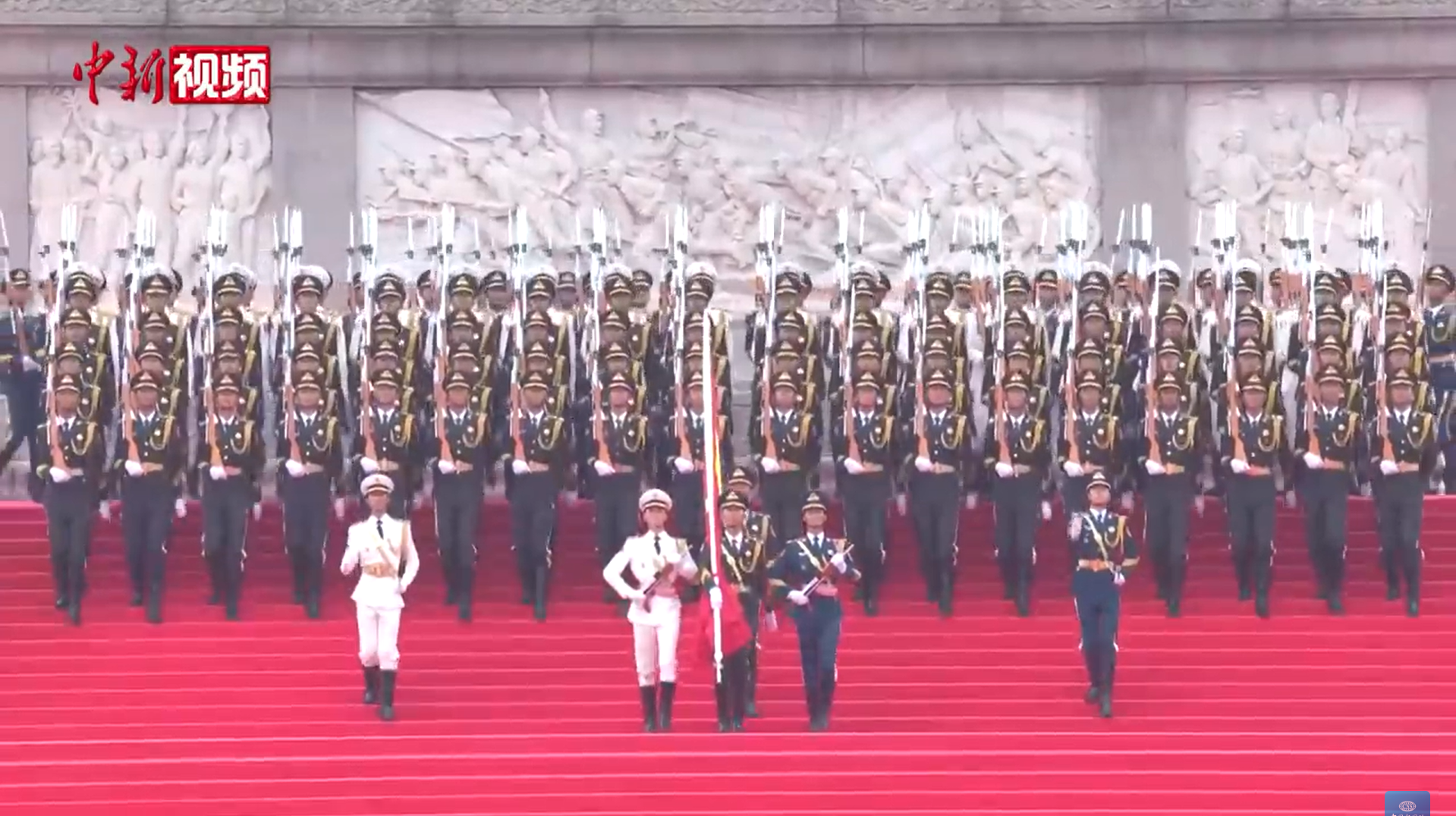
国旗护卫队从人民英雄纪念碑行进至升旗台

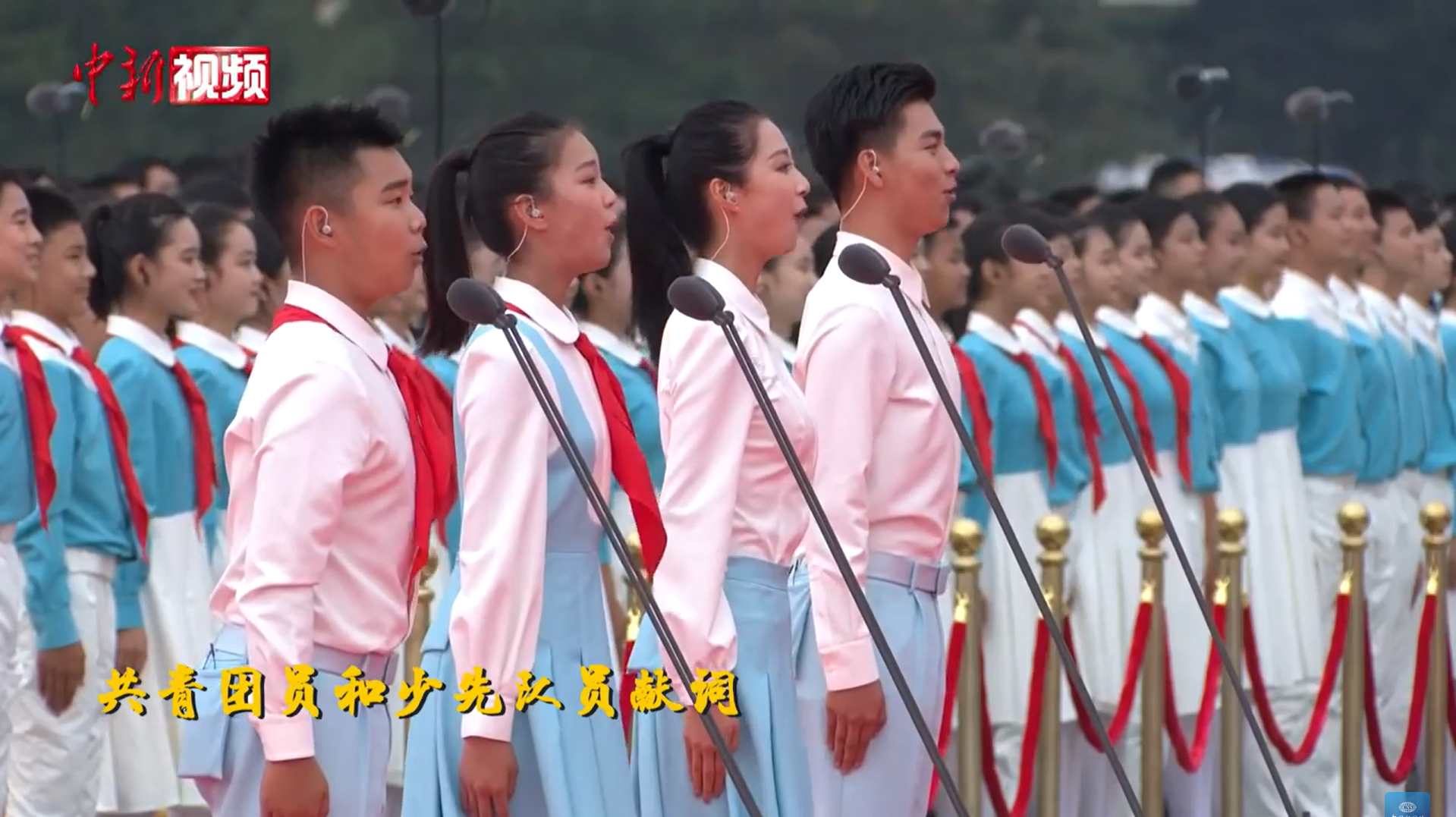
共青团员和少先队员向党献词

大会举行前，会场演唱《唱支山歌给党听》《团结就是力量》《我们走在大路上》《社会主义好》《我们是共产主义接班人》《新的天地》《没有共产党就没有新中国》七首歌曲。
7时53分，中共中央总书记、国家主席、中共中央军委主席习近平，第十九届中共中央政治局常委李克强、栗战书、汪洋、王沪宁、赵乐际、韩正，国家副主席王岐山，以及卸任党和国家领导人胡锦涛、李瑞环、吴邦国、温家宝、贾庆林、张德江、俞正声、宋平、李岚清、曾庆红、吴官正、李长春、贺国强、刘云山、张高丽等登上天安门城楼主席台。前中共中央总书记江泽民、前国务院总理朱镕基及前中共中央政法委书记罗干没有出席本次庆祝大会。
7时55分，中国人民解放军71架战机飞向天安门，举行飞行庆祝表演。首先飞掠的是悬挂中共党旗、条幅等的直-8L和直-10直升机编队，随后飞掠的是分别组成“100”字样的的直-10和直-19直升机编队和组成“71”字样的歼-10战斗机编队，最后飞掠的是由15架歼-20飞机组成的3个5机楔队和拉出彩烟的教-8教練機编队。
8时整，中共中央政治局常委、中华人民共和国国务院总理李克强宣布大会正式举行。中国人民解放军陆海空三军仪仗队礼炮中队在现场鸣放100响礼炮。100响礼炮是可达到零污染的新一代环保礼炮。随后，222名三军仪仗队队员组成的国旗护卫队，从人民英雄纪念碑出发，先后以齐步、正步、齐步各100步，行进至广场北侧升旗区。
随后，全场肃立，升中华人民共和国国旗，奏唱中华人民共和国国歌。当日的升旗手为28岁的张自轩，河北省邢台市平乡县人，是一名在国旗护卫队服役11年的老兵。
中国国民党革命委员会中央委员会主席万鄂湘代表各民主党派、全国工商联和无党派人士联合致贺词，向中国共产党致以最崇高敬意和最诚挚祝贺；共青团员冯琳（中国传媒大学）、赵建铭（中央财经大学）和少先队员代表彭友馨（北京市海淀区中关村第三小学）、姚牧晨（北京市第一实验小学）集体致献词“请党放心、强国有我”。
习近平发表讲话，代表中国共产党中央委员会向全体中国共产党员致以节日的热烈祝贺，期间宣布实现“全面建成小康社会”的第一个一百年目标。习近平重申，中国共产党与中国人民将在自己选择的道路上昂首阔步走下去，并继续与一切爱好和平的国家和人民，一同弘扬和平、发展、公平、正义、民主、自由的全人类共同价值，坚持合作、不搞对抗，坚持开放、不搞封闭，坚持互利共贏、不搞零和博弈，反对霸权主义和强权政治。
讲话毕，全场奏唱《国际歌》，大会结束。会后，全场唱《歌唱祖国》，並放飛10万羽和平鸽與10万只气球。鸽子由北京3千多户鸽友提供，事后各自飞回家。

空中梯队
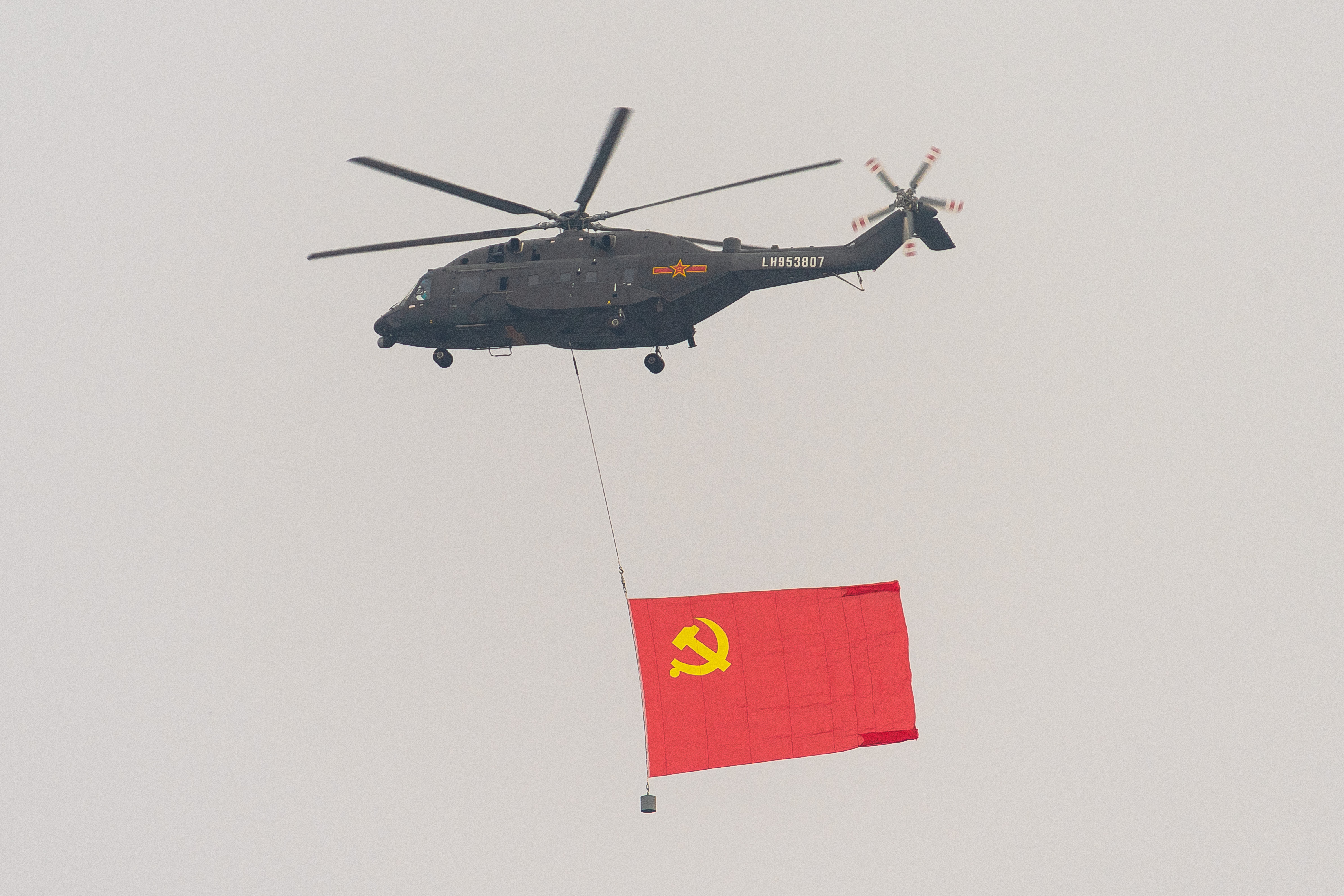
直-8L携带党旗飞越
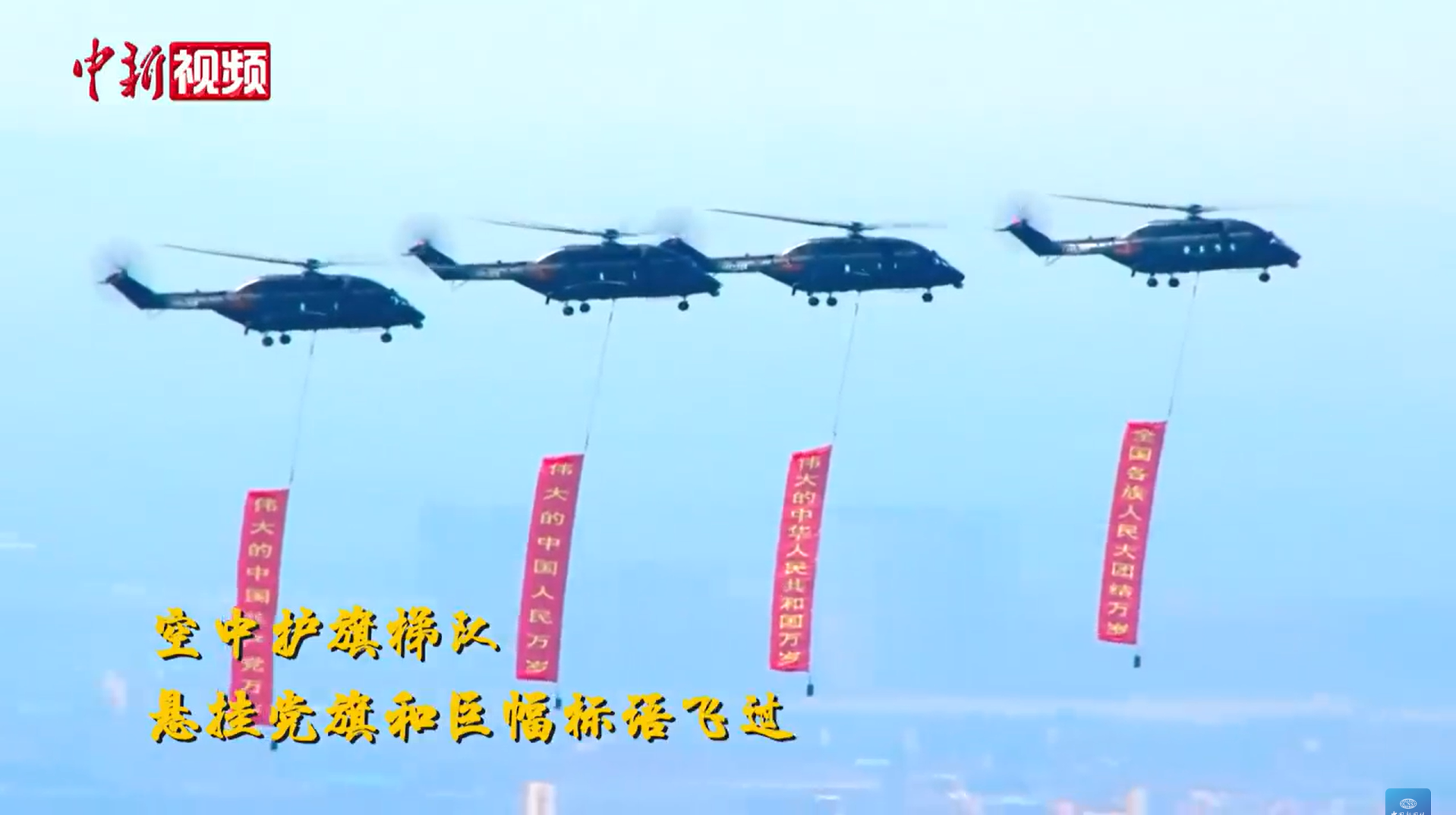
直升机梯队所悬挂的巨幅标语
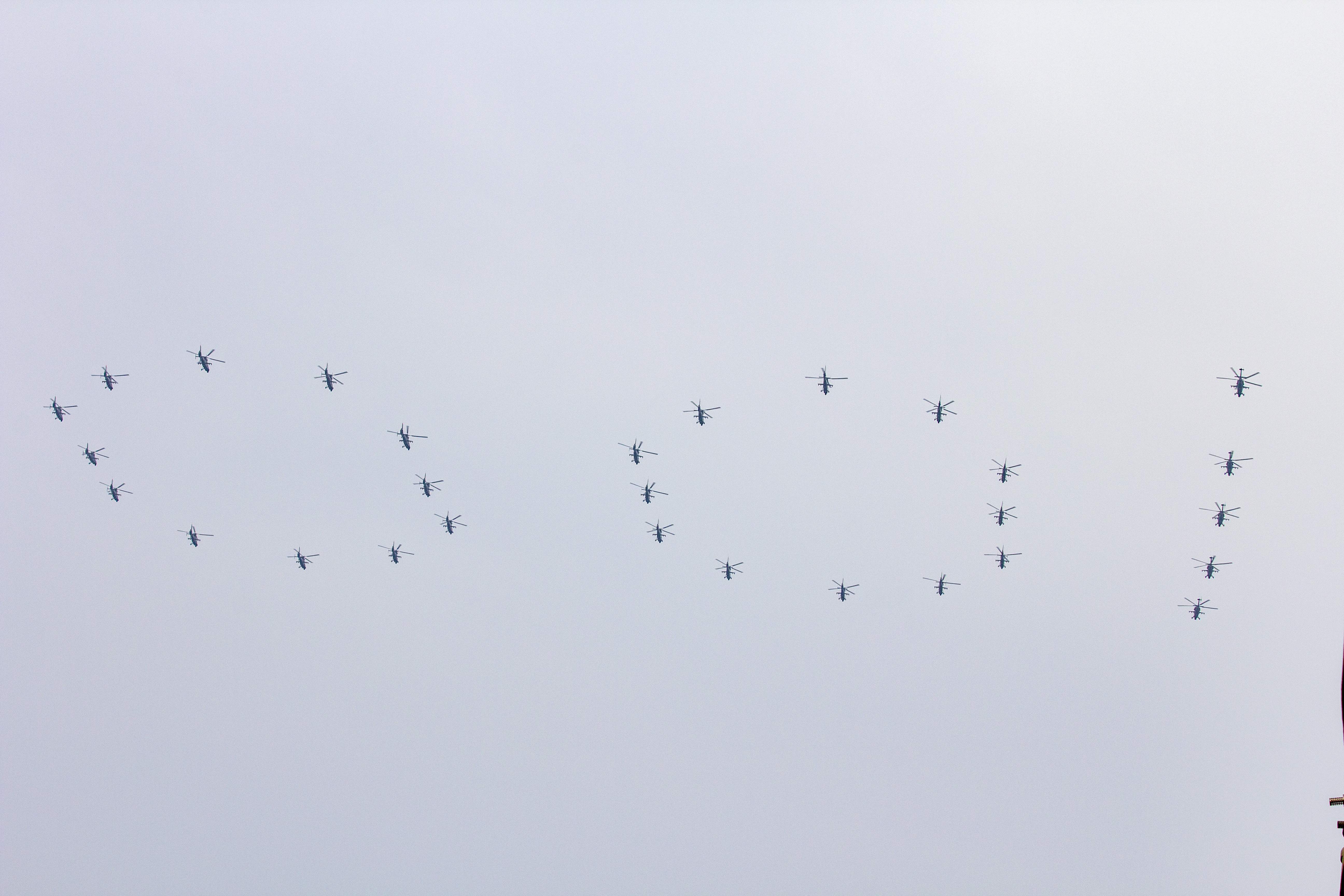
数字“100”由直-10（1）与直-19（00）组成
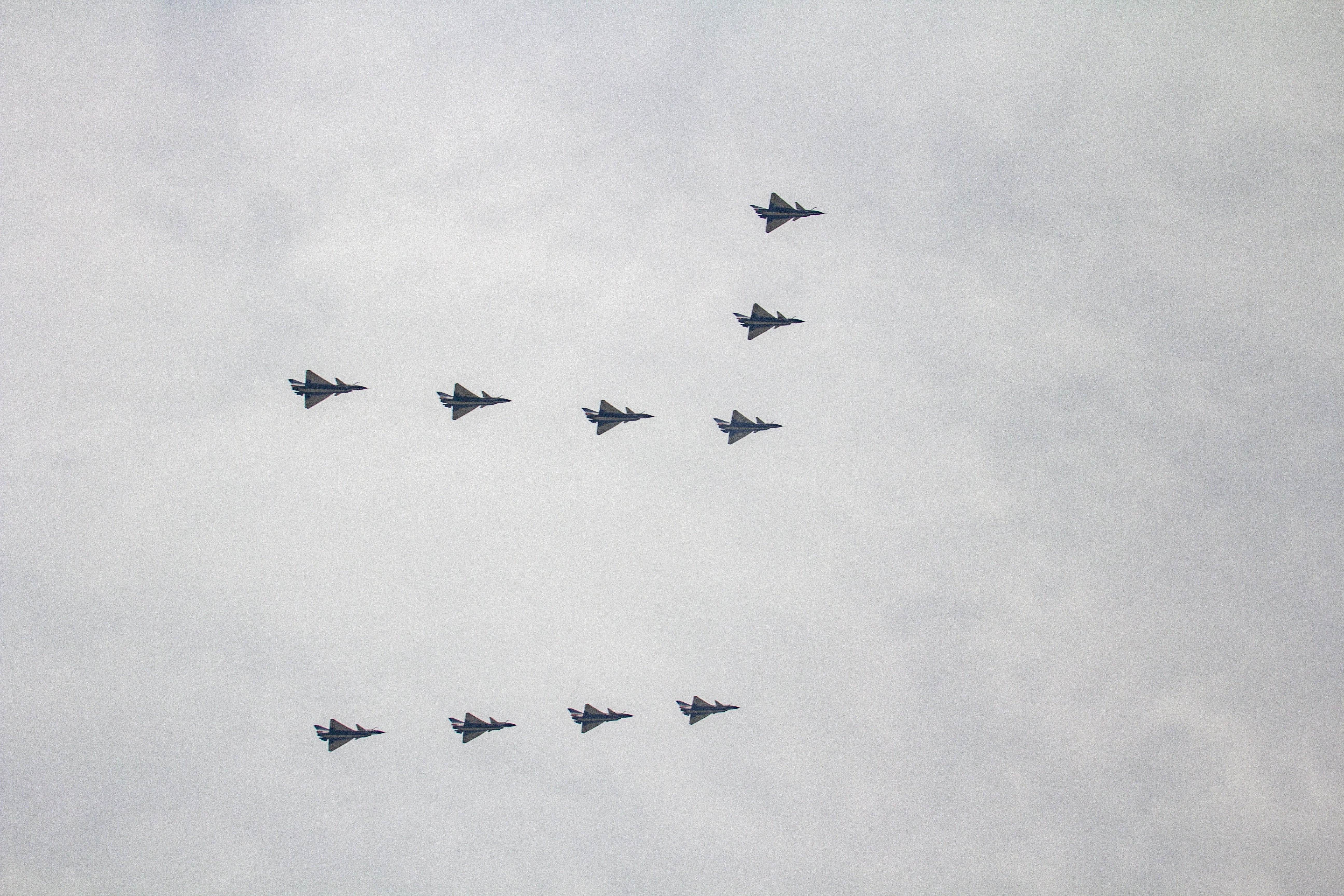
歼-10组成数字“71”
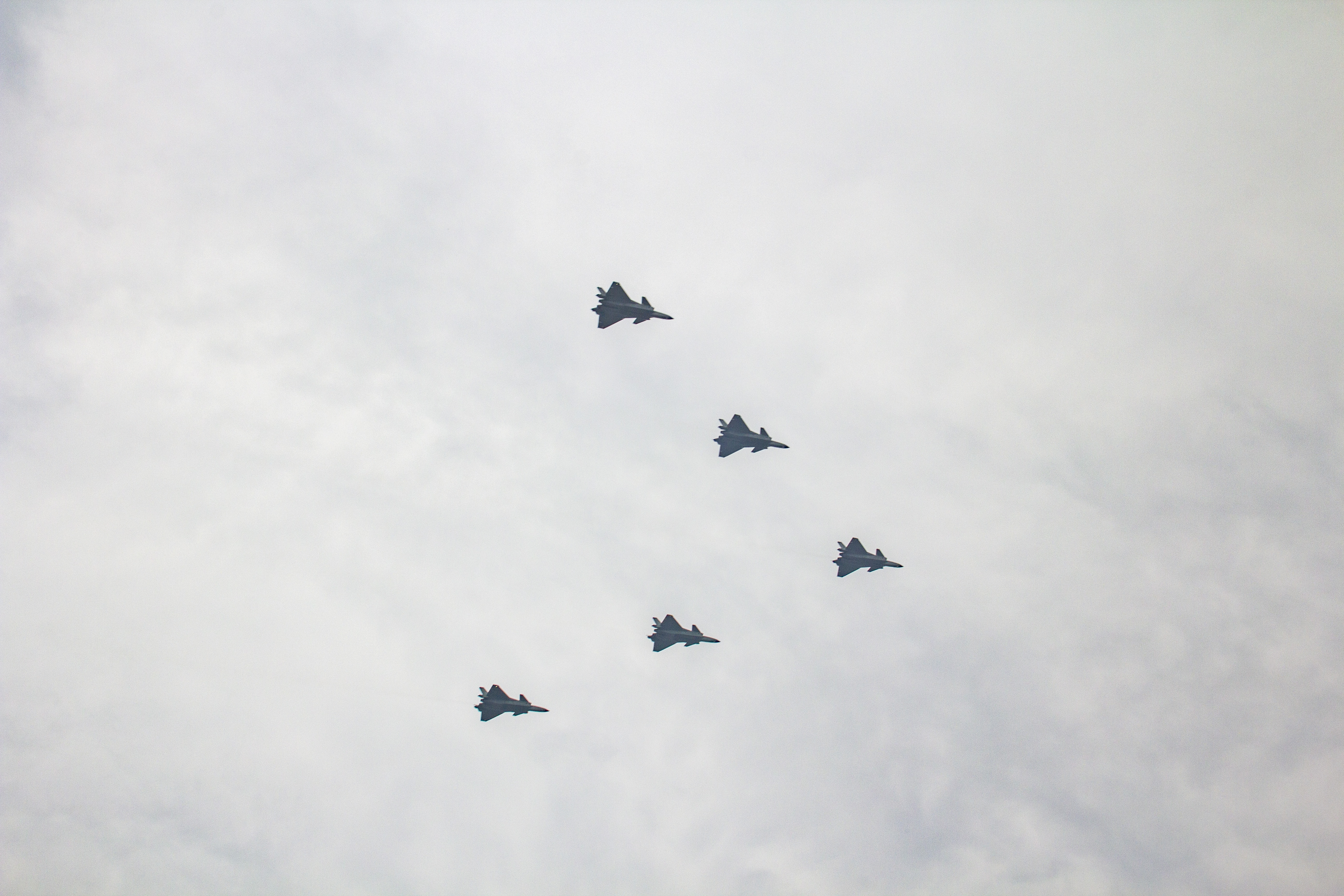
三批共15架歼-20飞越，图为第一批飞越的5架飞机
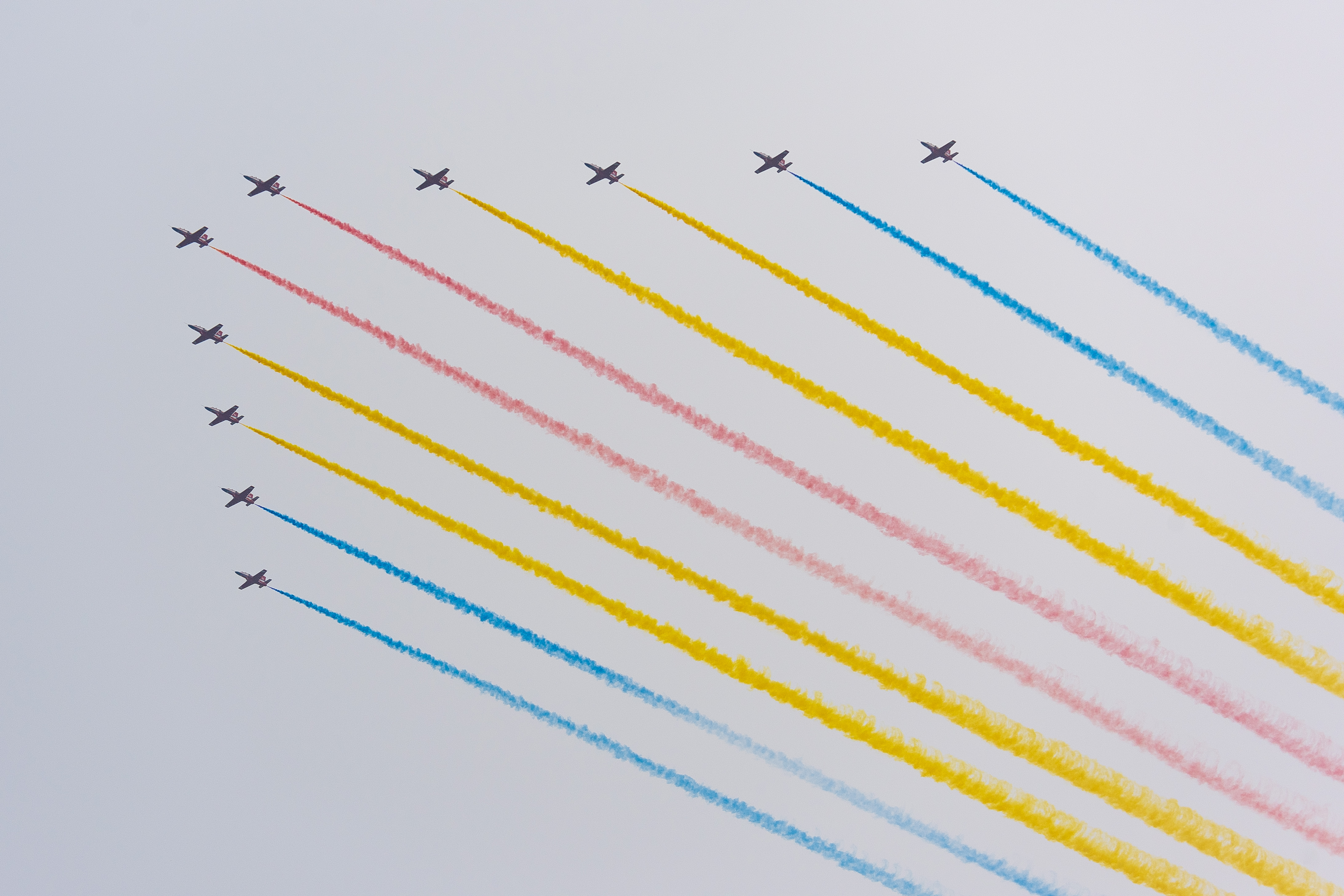
教-8拉出10道彩烟

## 参与人士

### 党和国家领导人
- 中共中央总书记、国家主席、中央军委主席：习近平
- 中共第十六屆暨第十七屆中央总书记，原国家主席，原中央军委主席：胡锦涛
- 中共中央政治局常委、国务院总理：李克强（主持人）
- 中共中央政治局常委、第十三届全国人大常委会委员长：栗战书
- 中共中央政治局常委、十三届全国政协主席：汪洋
- 中共中央政治局常委、中央书记处书记：王沪宁
- 中共中央政治局常委、中央纪委书记：赵乐际
- 中共中央政治局常委、国务院副总理：韩正
- 国家副主席：王岐山
- 曾任中央政治局常委职务的老同志[註 2]
- 中共第十九届中央政治局委员、中央书记处书记[註 3]
- 在京全国人大常委会副委员长、国务委员、最高人民法院院长、最高人民检察院检察长、全国政协副主席[註 4]
- 曾担任中央政治局委员、中央书记处书记、全国人大常委会副委员长、国务委员、最高人民法院院长、最高人民检察院检察长、全国政协副主席等副国级领导职务的老同志[註 5][12]

### 其他人士
- 现任和前任中央军委委员[註 6]
- 香港特別行政區行政長官林郑月娥、澳門特別行政區行政長官賀一誠
- 在京中共中央各部门、国务院各部委、中央军委机关、中央群团组织机关各部门负责人
- 在京老同志代表
- 在京中管金融机构、企业、高校、科研机构等单位主要负责人
- 在京中共中央委员、中央候补委员、中共十九大代表、中央纪委委员、国家监委委员、全国人大代表、全国政协委员
- 港澳台同胞、海外侨胞代表
- 在京各民主党派中央委员、全国工商联执委和无党派人士代表
- 北京市有关负责人
- 国家勋章和国家荣誉称号获得者
- “全国脱贫攻坚楷模”荣誉称号、“国家最高科学技术奖”、“航天英雄”、“英雄航天员”获得者
- 全国先进模范人物代表
- 十一世班禅额尔德尼·确吉杰布
- 全国性宗教团体主要负责人
- 在京中国科学院院士和中国工程院院士
- 优秀留学回国人才代表
- 部分已故老同志亲属，烈士及因公牺牲人员遗属
- “光荣在党50年”纪念章获得者代表
- 2021年新发展党员代表
- 全国少数民族代表
- 全国重点优抚对象
- 首都各界群众代表、驻京部队官兵代表
- 在京各国驻华使节和国际组织驻华代表、外国专家[12]

## 布景奏乐
天安门城楼红墙正中悬挂毛泽东巨幅彩色画像。城楼檐下悬有8盏大红灯笼，东西平台上共有8面红旗。天安门广场上，人民英雄纪念碑北侧，树立高7.1米、宽7.1米的中国共产党党徽和“1921”“2021”字标。100面红旗布置在广场东西两侧。天安门广场整体造型为“巨轮启航”。

### 演奏曲目
中国人民解放军联合军乐团，以中国人民解放军军乐团为主，由全军10个大单位抽调组成，团长为黄艳辉，总指挥为张海峰，副总指挥为张治荣、袁威和王登梅。三军联合乐阵13个“百人排面”共1,300名演奏员，每一排设置100人，其中第一排设置100名礼号手，礼号悬挂号旗。联合军乐团共演奏7首暖场乐曲以及5首仪式乐曲，其中7首暖场乐曲由联合军乐团与广场合唱团共同演唱演奏，广场合唱团由3000名合唱队员与14名分指挥组成。

| 暖场乐曲 - 《唱支山歌给党听》 - 《团结就是力量》 - 《我们走在大路上》 - 《社会主义好》 - 《我们是共产主义接班人》 - 《新的天地》 - 《没有共产党就没有新中国》 | 仪式乐曲 - 《欢迎进行曲》 - 《义勇军进行曲》（中华人民共和国国歌） - 《领航中国》（新创作） - 《国际歌》 - 《歌唱祖国》 |

## 媒体转播
中央广播电视总台旗下的主要电视频道（央视综合频道、财经频道、综艺频道、中文国际频道、国防军事频道、科教频道、社会与法频道、新闻频道、少儿频道(仅重播)、农业农村频道、4K超高清频道、CGTN各外语频道）及广播频率（中国之声、大湾区之声、香港之声、华语环球广播、台海之声、经济之声、音乐之声、经典音乐广播、文艺之声、中国交通广播、中国乡村之声）及全国各级广播电视主频道、主频率对大会进行了全程直播。央视主演播室由《新闻联播》主播康辉、特约评论员杨禹主持，《新闻联播》主播海霞、刚强担任现场解说。央广中国之声由《新闻纵横》及《全国新闻联播》主播唐子文、《新闻纵横》及《新闻和报纸摘要》主播林溪担任现场解说。
庆祝大会的重播版本由中国国际电视总公司以全区码DVD的形式发行，仅提供中文电视版本音轨。
在香港，無綫電視翡翠台、無綫新聞台、港台电视32、港台电视33（CCTV-1 港澳版）、香港開電視、有線新聞台、有線財經資訊台、有線直播新聞台、香港電視娛樂ViuTV（直播至8:57分結束）、now新聞台、now直播台、鳳凰衛視中文台、鳳凰衛視資訊台、鳳凰衛視香港台也转播庆祝大会，各電視台均使用央視公共信號；香港國際財經台當日則轉播CGTN。
在澳门，澳视澳门台、澳视葡文台、澳门资讯台、澳亚卫视、澳门综艺台(仅重播)也直播庆祝大会，使用的是央视公共信号。
在台灣，受限于NCC和文化部对于电视台播放大陆地区电视节目需“先审后播”之限制，故只有TVBS、年代新闻和中天新闻在网络平台YouTube全程转播庆祝大会。

## 另見
- 中国共产党成立100周年庆祝活动